# 桃子 (AV女優)
桃子（ももこ、1987年5月20日 - ）は、日本のAV女優。

## 略歴
2008年5月15日に『巨乳Hカップ桃子わたし本名でAVデビューします』（ミュージアムネクスト）でAVデビュー。

## 出演作品

### アダルトビデオ
- 巨乳Hカップ 桃子 わたし本名でAVデビューします（2008年5月15日、ミュージアムネクスト）
- メガパイ桃子のHな御奉仕　桃子（2008年6月15日、ミュージアムネクスト）[1]
- MEGAパイ桃子のエロコスSHOW（2008年7月15日、ミュージアムネクスト）[1]
- メガパイ桃子 ENDLESS ECSTASY（2008年8月15日、ミュージアムネクスト）[1]
- メガパイ桃子 中出し風俗フルコース（2008年9月15日、ミュージアムネクスト）[1]
- 闇営業中のフル勃起エステ 5（2008年11月20日、ホットエンターテイメント）
- アクメセミナー5（2008年12月2日、プレステージ）[2]
- メガパイ桃子 本名でズコバコ!!（2008年12月15日、ミュージアムネクスト）[1]
- 98cm Hcup MOMOKO（2008年12月19日、OPPAI ［おっぱい］）
- メガパイ桃子 Final Edition（2009年1月20日、ミュージアムネクスト）[1][3]
- パイズリパラダイス 5（2009年6月19日、OPPAI［おっぱい］）

### イメージDVD
- 桃子（2008年4月25日、GPミュージアムソフト）
- 「萌えよ！フロンT GIRL」（2008年10月3日、メディアブランド）[3]

## テレビ
- エロ生☆パラダイス（GyaOジョッキー2008年5月27日放送分）